# Рене Фавалоро
Рене́ Херо́німо Фавало́ро (ісп. René Gerónimo Favaloro, 12 липня 1923 — 29 липня 2000) — аргентинський кардіохірург та педагог, найбільш відомий завдяки своїй новаторській роботі в операції шунтування коронарних артерій з використанням великої підшкірної вени.

## Біографія
Здобув медичний ступінь 1949 року в Національному університеті Ла-Плати. Готувався стати торакальним хірургом, натомість до 1961 року працював лікарем у сільській місцевості в провінції Ла-Пампа, замінивши колегу. Увів портативні «банки крові» та навчав пацієнтів профілактиці хвороб
У 1962 році переїхав до США, де працював у Клівлендській клініці разом з Мейсоном Соунзом, Віллемом Колффом, Дональдом Еффлером (англ. Donald Effler). Там він здійснив першу операцію коронарного шунтування за власним методом.
1971 року повернувся до Аргентини. Згодом він заснував медичний центр і «Фундацію Фавароло» для проведення кардіохірургічних операцій та навчання лікарів його методу.

## Внесок у медицину
Працюючи в Клівлендській клініці з кардіологом Соулзом, Фавароло дослідив тисячі ангіограм, зокрема ангіограму пацієнта, якого прооперували за методом Вайнберга, з використанням фрагменту великої підшкірної вени задля заміни забитої коронарної артерії. Натомість Фавароло запропонував з'єднати фрагмент цієї вени з судинами вище й нижче заблокованої ділянки артерії, провівши першу успішну операцію 9 травня 1967 у 51-річної жінки з повною оклюзією коронарної артерії.

## Нагороди та звання
- Нагорода Міжнародного визнання Кардіоваскулярного товариства Кулі (1992, Пуерто-Рико)
- Член Аргентинської національної академії медицини[en] (1986)
- Член Національної академії наук Аргентини (1977)

### Почесний докторський ступінь
- Національний університет літоралі[es] (1997)
- Національний університет Ріо-Кварто[es] (1996)
- Національний університет Педро Енрікеса Уреньї[es] (Домініканська республіка, 1993)
- Національний університет Тукуману[es] (1989)
- Національний університет Куйо[es] (1986)
- Національний університет Розаріо[es] (1980)
- Тель-Авівський університет (Ізраїль, 1980)
- Католицький університет Кордови[es] (Аргентина, 1974)

### Почесний професор
- Університет Буенос-Айреса(1987)
- Католицький університет Сальти[es](1980, екстаординарний професор)
- Національний університет Кордови (1979)
- Національний університет Ла-Плати (1979)
- Головний університет Сан-Андреса[es](Болівія, 1975)

## Публікації
- «Спогади сільського лікаря»